# Marble City Community
Marble City Community is een plaats (census-designated place) in de Amerikaanse staat Oklahoma, en valt bestuurlijk gezien onder Sequoyah County.

## Demografie
Bij de volkstelling in 2000 werd het aantal inwoners vastgesteld op 420.

## Geografie
Volgens het United States Census Bureau beslaat de plaats een oppervlakte van
28,9 km², waarvan 28,0 km² land en 0,9 km² water.

## Plaatsen in de nabije omgeving
De onderstaande figuur toont nabijgelegen plaatsen in een straal van 12 km rond Marble City Community.